# Wereldkampioenschappen BMX 2018

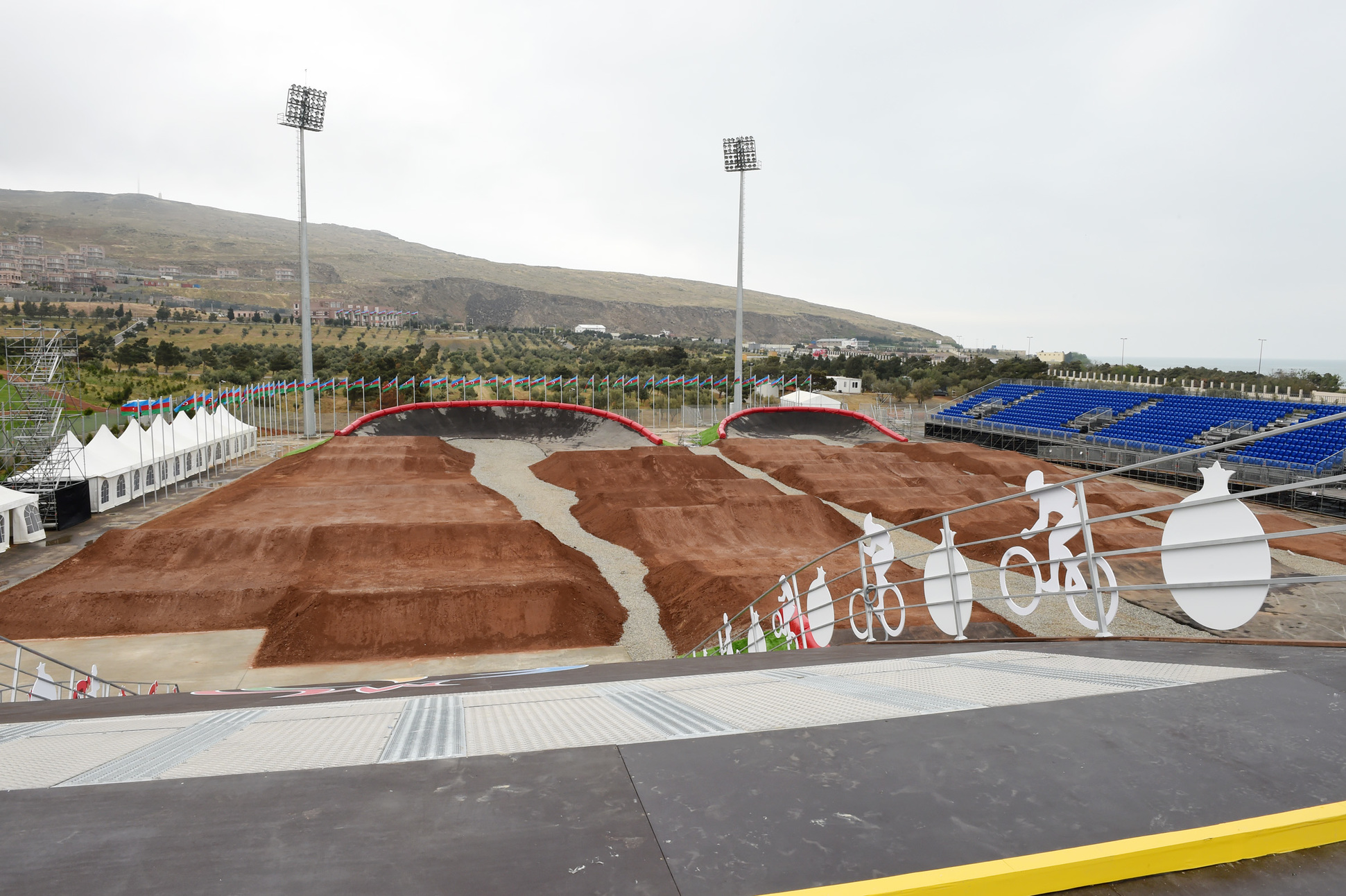
BMX baan van Bakoe

De wereldkampioenschappen BMX 2018 werden van  5 tot en met 9 juni georganiseerd in Bakoe, Azerbeidzjan.

## Medailles

### Mannen
| Onderdeel    | Goud | Goud          | Zilver | Zilver              | Brons | Brons                            |
| ------------ | ---- | ------------- | ------ | ------------------- | ----- | -------------------------------- |
| BMX elite    | FRA  | Sylvain André | FRA    | Joris Daudet        | BRA   | Anderson Ezequiel de Souza Filho |
| BMX junioren | FRA  | Léo Garoyan   | COL    | Juan Camilo Ramírez | CHI   | Mauricio Ignacio Molina          |

### Vrouwen
| Onderdeel    | Goud | Goud           | Zilver | Zilver         | Brons | Brons          |
| ------------ | ---- | -------------- | ------ | -------------- | ----- | -------------- |
| BMX elite    | NED  | Laura Smulders | NED    | Merel Smulders | NED   | Judy Baauw     |
| BMX junioren | NED  | Indy Scheepers | SUI    | Zoë Claessens  | COL   | Gabriela Bolle |

### Medaillespiegel
| Plaats | Land        | Goud | Zilver | Brons | Totaal |
| 1      | Nederland   | 2    | 1      | 1     | 4      |
| 2      | Frankrijk   | 2    | 1      | 0     | 3      |
| 3      | Colombia    | 0    | 1      | 1     | 2      |
| 4      | Zwitserland | 0    | 1      | 0     | 1      |
| 5      | Brazilië    | 0    | 0      | 1     | 1      |
| 5      | Chili       | 0    | 0      | 1     | 1      |
| Totaal | Totaal      | 4    | 4      | 4     | 12     |

1996 ·
1997 ·
1998 ·
1999 ·
2000 ·
2001 ·
2002 ·
2003 ·
2004 ·
2005 ·
2006 ·
2007 ·
2008 ·
2009 ·
2010 ·
2011 ·
2012 ·
2013 ·
2014 ·
2015 ·
2016 ·
2017 ·
2018 ·
2019 ·
2021 ·
2022 ·
2023